# Direct Inward System Access
DISA (ang. Direct Inward System Access) to nazwa usługi w centralach telefonicznych PBX polegająca na tym, że można zadzwonić na numer abonenta wewnętrznego bez pośrednictwa telefonistki.
Abonent zewnętrzny po połączeniu z centralą PBX słyszy słowną zapowiedź przygotowaną przez właściciela centrali i w trakcie odsłuchania tego komunikatu lub po jego zakończeniu wybranie żądanego numeru wewnętrznego za pomocą aparatu z wybieraniem tonowym DTMF.
Przykładowe powitanie może brzmieć następująco:
Dzień dobry, dodzwoniłeś się do firmy ... , wybierz tonowo numer wewnętrzny. Dział handlowy – 12, serwis – 17, fax – 25, sekretariat – 20 lub poczekaj na zgłoszenie telefonistki.